# Guy Moll
Guillaume Laurent Moll dit Guy Moll, né le 28 mai 1910  en Algérie, et mort le 15 août 1934 près de  Pescara, est un pilote automobile français de la première moitié des années 1930.

## Biographie

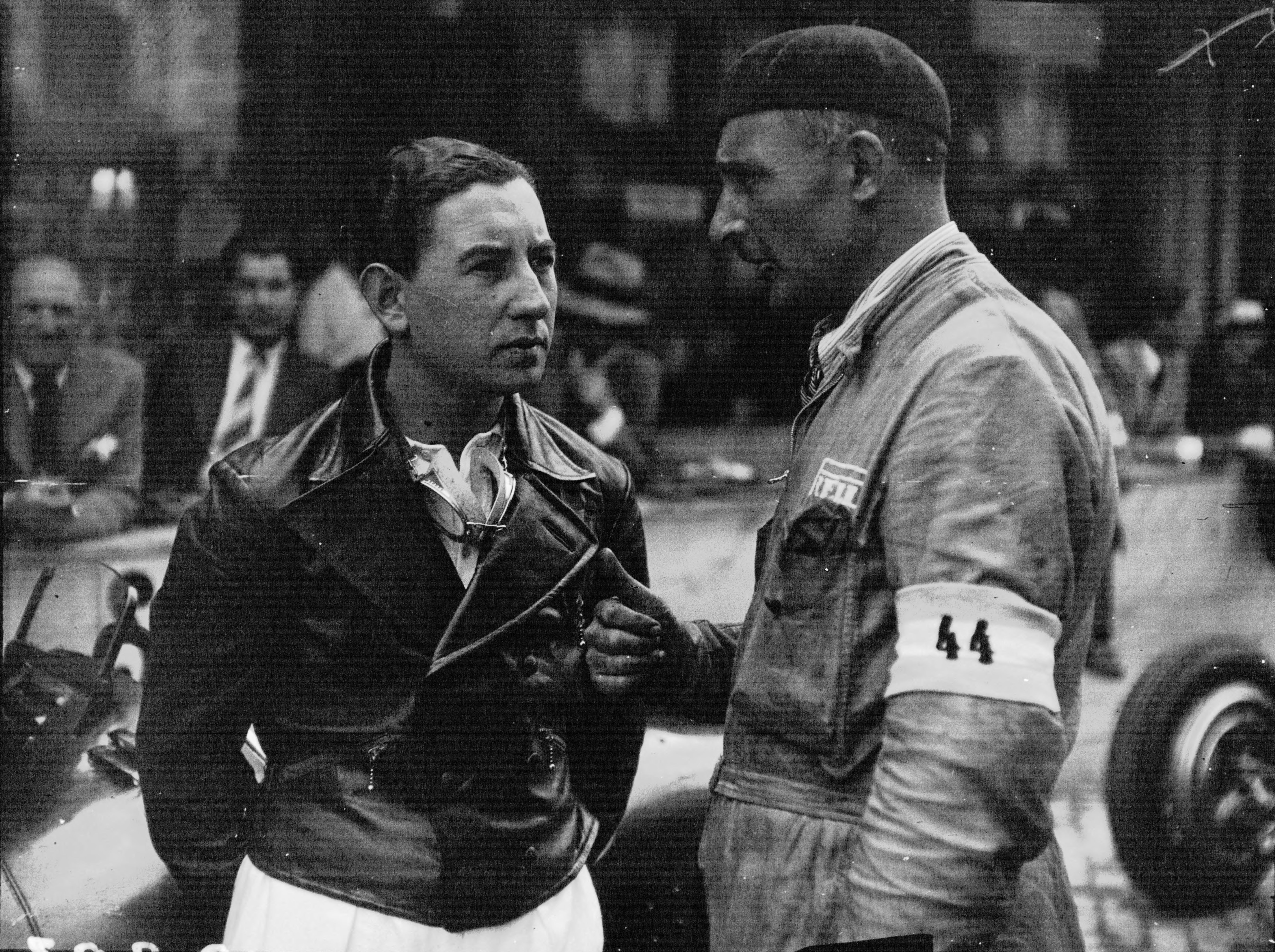
Guy Moll au Grand Prix de Montreux 1934.

Né en Algérie d'un père français et d'une mère d'origine espagnole, il débute tardivement la compétition en 1930, sur Lorraine-Dietrich lors de quelques événements organisés dans le département français d'Algérie. Il est remarqué en 1932 par Marcel Lehoux, qui tient alors une entreprise de commerce en gros sur Alger, et qui lui prête sa Bugatti pour les Grand Prix d'Oran et de Casablanca. Son premier Grand Prix en métropole a lieu la même année au circuit de Miramas, où il obtient un podium inattendu.
En 1933, il évolue toujours sur des voitures de Lehoux, finissant ainsi troisième à Pau durant une tempête de neige, alors qu'il découvre le circuit. En cours d'année il passe sur Alfa Romeo, puis il signe avec l'écurie d'Enzo Ferrari en 1934, faisant désormais équipe avec Varzi et Chiron.
Il participe aux 24 Heures du Mans 1933 uniquement (abandon associé à Guy Cloitre, sur Alfa Romeo 8C 2300 LM « Mme Heldé » (évoquant Hellé-Nice, mais aussi les initiales de Louis-Dreyfus),.
Il meurt en course, lors de la Coppa Acerbo 1934 alors que le circuit est humide et venteux, en voulant dépasser la Mercedes de l'Allemand Ernst Jakob Henne, en pleine accélération : il part dans un fossé et va s'écraser contre un pont, la cause mécanique initiale restant inconnue.
Il est enterré dans le cimetière de Maison Carrée, sur sa terre natale.
« Tra i piloti che arrivarono alla mia scuderia, Moll non fu il primo straniero, ma fu senza dubbio il primo pilota sensazionale. Era di madre spagnola e di padre francese emigrato in Algeria dove lui era nato. Non saprei dire se quel miscuglio di razze e di ambienti avesse contribuito a fare di quel ragazzo un portento; in ogni caso egli è stato, secondo me, degno di essere accostato a Nuvolari, insieme a Moss: simile a Nuvolari per talune singolari e strane affinità mentali, per il medesimo spirito aggressivo, la disinvoltura di guida, la determinazione nell'affrontare il rischio… »
— Enzo Ferrari, Piloti che gente

« Moll n'est pas mon premier pilote étranger, mais il est le premier d'exception. Le mélange de ses origines en est peut-être la cause. Il peut être comparé à Moss ou à Nuvolari, ayant avec ce dernier des affinités mentales singulières, le même état d'esprit agressif, une propension naturelle identique à la conduite, et une détermination similaire pour affronter le risque… »
— Piloti che gente

## Palmarès

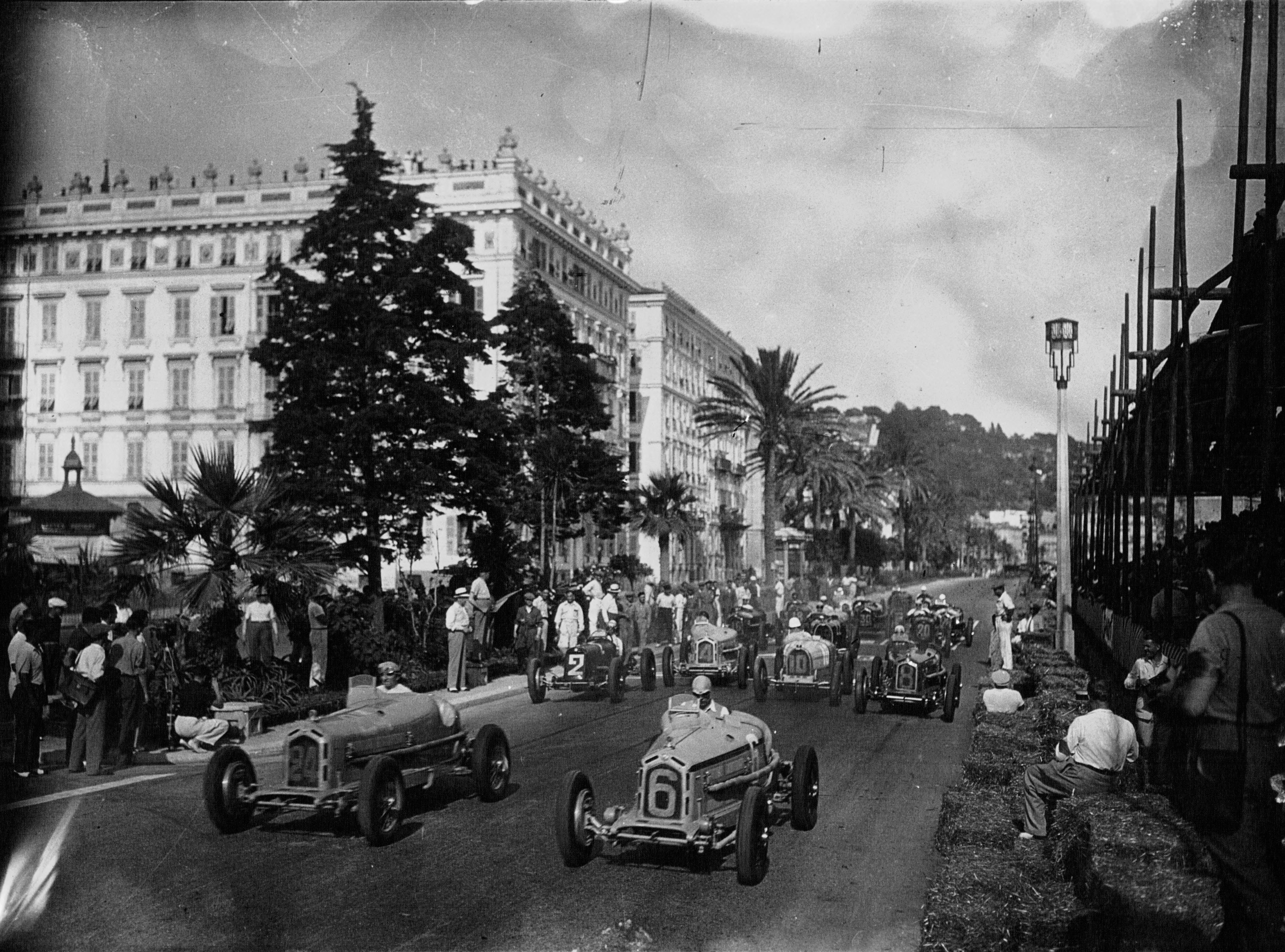
Départ du Grand Prix de Nice 1933 : Moll est en deuxième ligne, avec l'Alfa Romeo 8C 2300 no 8.

- Grand Prix de Monaco 1934 (Alfa Romeo P3 - Ferrari)
- Avusrennen 1934 (Tipo B Streamline 265HP - Ferrari)
- 2e de la Coppa Montenero 1934 (Ferrari)
- 1er du Grand Prix de l'AVUS 1934 (Alfa Romeo)
- 2e du Grand Prix de Tripoli 1934 (Ferrari)
- 2e du Grand Prix de la Marne 1934 (Ferrari)
- 3e du Grand Prix de Marseille 1932 (Bugatti Type 51)
- 3e du Grand Prix de Nice 1933 (Alfa Romeo 8C 2300)
- 3e du Grand Prix de Nîmes 1933 (Alfa Romeo 8C 2300)
- 3e du Grand Prix du Comminges 1933 (Alfa Romeo 8C 2300)
- 3e du Grand Prix de l'ACF 1934 (pilote d'appoint de Carlo Felice Trossi - Ferrari)
- 4e du Grand Prix d'Oran 1930 (Lorraine-Dietrich)
- 5e du Grand Prix de l'ACF 1933 (Alfa Romeo Monza)
- 8e du Grand Prix d'Italie 1933 (Alfa Romeo Monza)
- 9e du Grand Prix de Tunisie 1933 (Bugatti Type 35C)
- 9e du Grand Prix de Pau 1933 (Bugatti Type 51)
- Disqualifié au Grand Prix de la Marne 1933 (alors qu'il termine troisième, pour assistance extérieure - Alfa Romeo Monza)
- Participation au Grand Prix de Belgique 1933
- Participation au Grand Prix de Tchécoslovaquie 1933
- Participation au Grand Prix d'Allemagne 1934
- Participation à la Coppa Acerbo 1934
- Participation au Grand Prix de Montreux 1934